# Municipio de Green (condado de Fremont)
El municipio de Green (en inglés, Green Township) es una subdivisión administrativa del condado de Fremont, Iowa, Estados Unidos. Según el censo de 2020, tiene una población de 258 habitantes.
Abarca una zona exclusivamente rural.

## Geografía
Está ubicado en las coordenadas 40°51′2″N 95°39′42″O / 40.85056, -95.66167 (40.850686, -95.661606).  Según la Oficina del Censo de los Estados Unidos, tiene una superficie total de 89,12 km², de la cual 89,08 km² corresponden a tierra firme y 0,04 km² es agua.

## Demografía
Según el censo de 2020, hay 258 personas residiendo en la zona. La densidad de población es de 2,9 hab./km². El 95,35 % de los habitantes son blancos, el 0,39 % es afroamericano, el 0,78 % son amerindios, el 0,78 % son de otras razas y el 2,71 % son de una mezcla de razas. Del total de la población, el 1,94 % son hispanos o latinos de cualquier raza.

## Gobierno
El municipio está gobernado por una junta integrada por tres miembros y un secretario (clerk).